# Djupgrunden
Djupgrunden is een Zweeds eiland behorend tot de Pite-archipel. Het eiland ligt ten noorden van Fjuksören. Het heeft geen oeververbinding en is ongebouwd/onbewoond. De naam houdt een tegenstelling in; Djup betekent diep, grunden is een ondiepte.